# Чашка Петрі

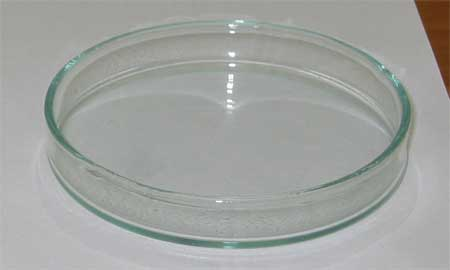
Скляна чашка Петрі

Ча́шка Пе́трі (англ. Petri dish) — неглибока посудина циліндричної форми, зроблена з пластмаси або скла. Широко використовується для дослідів у біології для клітинної культури, котра може бути культурою клітин бактерій, тварин, рослин або грибів. Названа на честь німецького бактеріолога Юліуса Ріхарда Петрі (1852—1921), котрий вперше використав її в 1877 році, працюючи асистентом у Роберта Коха.
У мікробіології найчастіше використовується чашка Петрі вкрита шаром агару. Чашка Петрі частково наповнюється теплим рідким агаром, змішаним зі специфічними розчином живильних речовин, солей, амінокислот та інколи антибіотиків. Після того, як агар затвердіє, на чашку можна висівати зразок мікроорганізму за допомогою палички або у вигляді рідкої суспензії мікроба, можна також із додаванням агару. Інколи, особливо для культур еукаріотів, використовують чашки Петрі без агару, але із шаром рідкого розчину поживних речовин або з субстратом для прикріплення на основі колагену, полі-D-лізину і т.ін.
Сучасні чашки Петрі часто мають кільця на кришках і основах, які дозволяють їм бути складеними в стопки, і вони не будуть ковзати одна відносно одної. Інші чашки можуть бути об'єднані в одному пластмасовому контейнері, створюючи «багатоосередкову пластинку».
Порожні чашки Петрі можна використовувати для спостереження за проростанням насіння рослин, поведінкою невеликих тварин, або для інших щоденних лабораторних процедур, наприклад, висушування рідин у духовій шафі й перенесення та зберігання взірців.
Науковцями Каліфорнійського технологічного університету під керівництвом професора електротехніки та біотехніки Чангуеі Янга розробляється проєкт ePetri — «розумної» чашки Петрі. Вона матиме вбудовані фотосенсори, що дозволить створювати фотознімки та знімати відео досліджуваних мікроорганізмів.

Чашки Петрі в лабораторіях з різними культурами
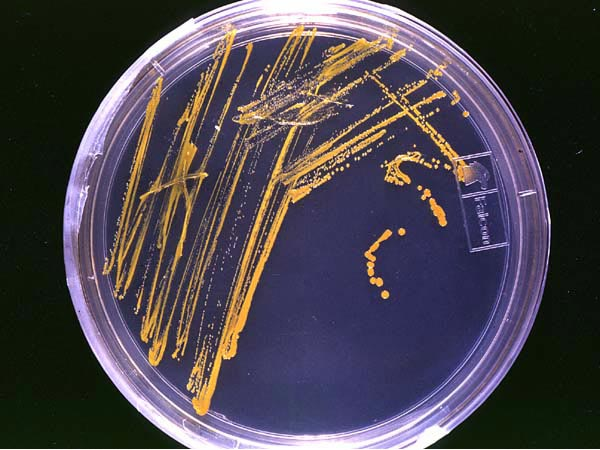
Колонії бактерій на чашці Петрі з твердим агаром
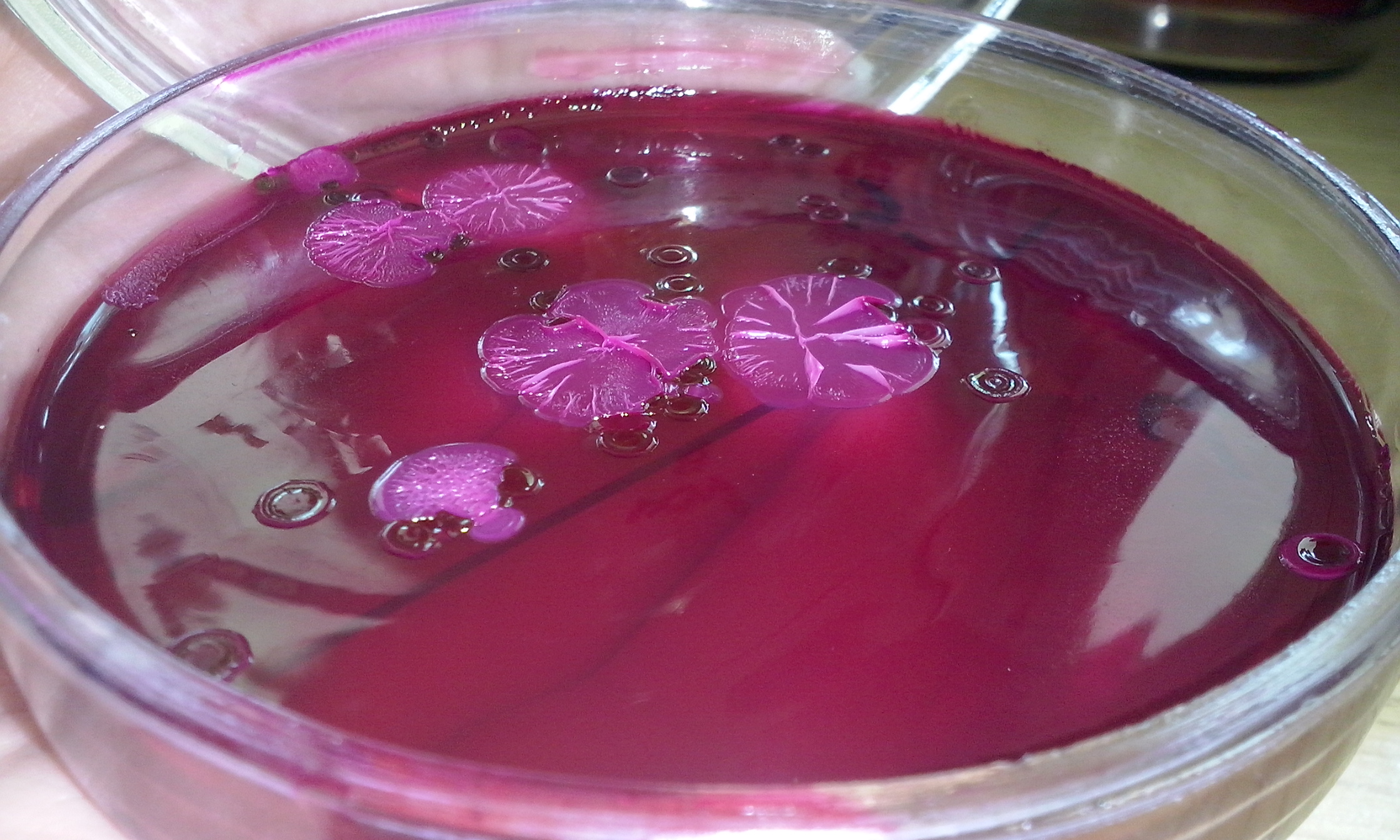
Колонії лактозо-позитивних ентеробактерій на чашці Петрі. Середовище Ендо
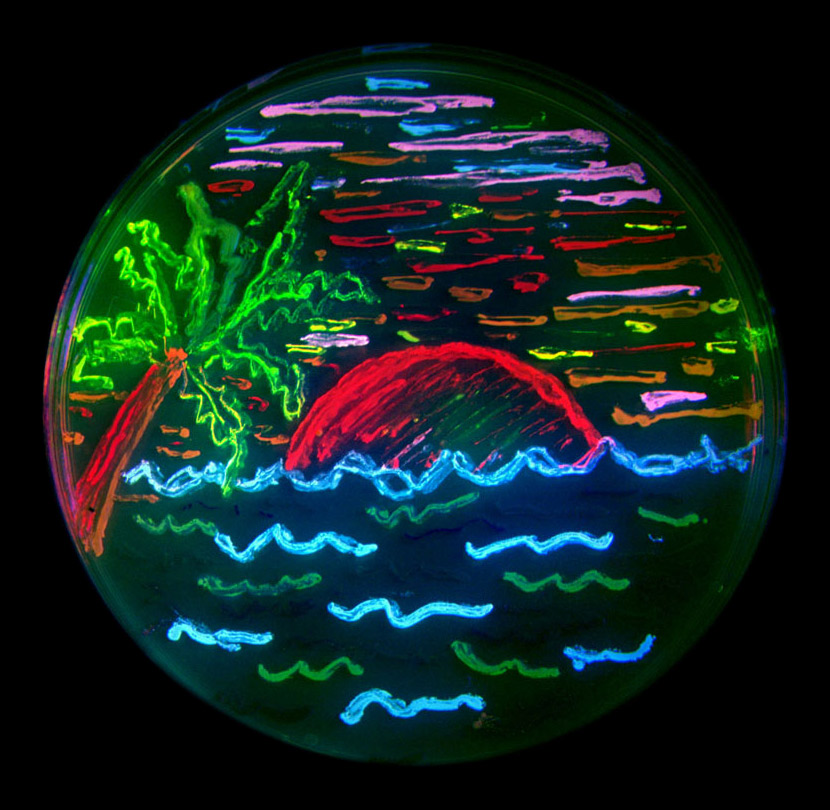
Малюнок пляжу, зроблений за допомогою росту бактерій, які експресують різні флуоресцентні білки за допомогою плазмідних вставок.